# Danh sách phim điện ảnh Doraemon
Danh sách phim điện ảnh Doraemon (Nhật: ドラえもん映画作品 (Doraemon ánh họa tác phẩm)) là series anime khoa học viễn tưởng Doraemon được phát hành bởi Toho vào tháng 3 hàng năm tại các cụm rạp Nhật Bản. Nội dung các tập phim kể về những chuyến phiêu lưu của nhóm bạn Doraemon, Nobita, Shizuka, Jaian và Suneo. Sau khi công chiếu, các phim thường được phát hành trong định dạng băng VHS hoặc đĩa Blu-ray và DVD và phát sóng lại trên TV Asahi vào mùa xuân năm kế tiếp.

Áp phích Kỉ niệm 35 năm phim điện ảnh Doraemon.

Có 44 phim điện ảnh đã được ra mắt khán giả kể từ Chú khủng long của Nobita, bộ phim đầu tiên trong loạt phim, phát hành vào năm 1980. Nhiều ca khúc chủ đề cũng được lồng tiếng ghép trong phim và phát hành riêng lẻ. Vào năm 2005 quá trình sản xuất được tạm ngưng do chuyển tiếp giai đoạn, thay đổi diễn viên lồng tiếng và đồ họa thiết kế nhân vật. Loạt phim được phát hành tại nhiều quốc gia trên thế giới. Tại Việt Nam, nó được được biết với tên Phim điện ảnh Doraemon, được lồng tiếng và phát sóng trên kênh truyền hình HTV3. Ngoài ra còn nhiều tập phim điện ảnh ngắn với độ dài khoảng 30 phút cũng được ra mắt.
Một phim trong loạt phim đem về thành tích phòng vé cao hoặc nhận được các giải thưởng danh giá như Mainichi hay Giải Viện Hàn lâm Nhật Bản. và được chuyển thể thành manga hoặc trò chơi điện tử. Vào năm 2013 sau khi ra mắt phim Nobita và viện bảo tàng bảo bối, loạt phim chạm mốc một trăm triệu lượt người xem trở thành phim hoạt hình Nhật Bản có lượt người xem cao nhất.

## Tổng quan
Loạt phim điện ảnh Doraemon được bắt đầu từ tháng 3 năm 1980 vào tuần lễ sau khi các học sinh nghỉ lễ mùa xuân. Các ý tưởng kịch bản phim từ năm 1980 (Chú khủng long của Nobita) cho đến 1997 (Nobita và cuộc phiêu lưu ở thành phố dây cót) do họa sĩ Fujiko Fujio (sau này là Fujiko F. Fujio) viết. Sau khi ông qua đời kịch bản phim được đội ngũ nhân viên Fujiko Pro kế tục viết tiếp cho đến tập Nobita ở vương quốc chó mèo). Năm 2005 quá trình sản xuất được tạm ngưng. Đến năm 2006, quá trình sản xuất lại được tiếp tục với những câu chuyện làm lại từ các phiên bản trước với ý tưởng và dựng đồ họa, phối cảnh khác đôi chút so với nguyên tác hoặc viết mới hoàn toàn và diễn viên lồng tiếng phim được thay đổi. Tại Việt Nam, loạt phim lần đầu được giới thiệu tại Liên hoan phim Nhật Bản năm 2008 với tập Chú khủng long của Nobita 2006. Loạt phim được mua bản quyền và phát sóng trên kênh HTV3 với hàng chục tập phim cho đến năm 2015 và được Megastar (nay là CJ CGV Vietnam) phân phối phát hành tại rạp từ năm 2013 cho đến hiện tại. Vào năm 2015, để đánh dấu tròn 35 năm series ra đời, "Liên hoan phim Doraemon" đã diễn ra tại Jinbocho Theater.
| STT | Tên tập phim | Đạo diễn          | Kịch bản                        | Doanh thu   | Người xem  | Ngày công chiếu     | Ngày công chiếu      |
| STT | Tên tập phim | Đạo diễn          | Kịch bản                        | Doanh thu   | Người xem  | Gốc                 | Tiếng Việt           |
| --- | --- | ----------------- | ------------------------------- | ----------- | ---------- | ------------------- | -------------------- |
| 1 | "Doraemon: Chú khủng long của Nobita" "Doraemon: Nobita no Kyōryū" (ドラえもん のび太の恐竜) | Fukutomi Hiroshi  | Fujiko F. Fujio, Matsuo Kaseiji | 1,5 tỉ Yên  | 3,2 triệu  | 15 tháng 3 năm 1980 |                      |
| Chuyến phiêu lưu kì thú của nhóm bạn tại Bắc Mĩ ở kỷ Creta và nhiệm vụ cứu Pisuke khỏi bọn săn khủng long đến từ tương lai. | |                   |                                 |             |            |                     |                      |
| 2 | "Doraemon: Nobita và lịch sử khai phá vũ trụ" "Doraemon: Nobita no Uchū Kaitakushi" (ドラえもん のび太の宇宙開拓史)                                                                                          | Nishimaki Hideo   | Fujiko F. Fujio                 | 1,7 tỉ Yên  | 3,6 triệu  | 14 tháng 3 năm 1981 |                      |
| Cuộc đấu tranh của nhóm bạn Nobita và người dân Hành tinh Tím với bọn Hành tinh Đen và bè lũ Xoxi đầu bạc | |                   |                                 |             |            |                     |                      |
| 3 | "Doraemon: Nobita thám hiểm vùng đất mới" "Doraemon: Nobita no Daimakyō" (ドラえもん のび太の大魔境) | Nishimaki Hideo   | Fujiko F. Fujio                 | 1,21 tỉ Yên | 2,5 triệu  | 13 tháng 3 năm 1982 |                      |
| Chuyến thám hiểm châu Phi của cả nhóm cùng chú chó Peko (Bụng Rỗng) bí ẩn. | |                   |                                 |             |            |                     |                      |
| 4 | "Doraemon: Nobita và lâu đài dưới đáy biển" "Doraemon: Nobita no Kaitei Kiganjō" (ドラえもん のび太の海底鬼岩城)                                                                                             | Shibayama Tsutomu | Fujiko F. Fujio                 | 1 tỉ Yên    | 2,1 triệu  | 12 tháng 3 năm 1983 |                      |
| Một chuyến phiêu lưu khác của cả nhóm xuống đáy biển và biết được sự tồn tại của một Vương quốc ở đây (Atlantic). | |                   |                                 |             |            |                     |                      |
| 5 | "Doraemon: Nobita và chuyến phiêu lưu vào xứ quỷ" "Doraemon: Nobita no Makai Dai Bōken" (ドラえもん のび太の魔界大冒険)                                                                                      | Shibayama Tsutomu | Fujiko F. Fujio                 | 1,63 tỉ Yên | 3,3 triệu  | 17 tháng 3 năm 1984 |                      |
| Cuộc chiến đấu của cả nhóm với thế lực đen tối ở Thế giới phép thuật. | |                   |                                 |             |            |                     |                      |
| 6 | "Doraemon: Nobita và cuộc chiến vũ trụ" "Doraemon Nobita no Little Star Wars" (ドラえもん のび太の宇宙小戦争)                                                                                                | Shibayama Tsutomu | Fujiko F. Fujio                 | 1,18 tỉ Yên | 2,4 triệu  | 16 tháng 3 năm 1985 |                      |
| Nhóm bạn tham gia vào một cuộc chiến tranh vũ trụ của những người tí hon. | |                   |                                 |             |            |                     |                      |
| 7 | "Doraemon: Nobita và binh đoàn người sắt" "Doraemon: Nobita to Tetsujin Heidan" (ドラえもんのび太と鉄人兵団)                                                                                                 | Shibayama Tsutomu | Fujiko F. Fujio                 | 1,25 tỉ Yên | 2,6 triệu  | 15 tháng 3 năm 1986 |                      |
| Cuộc chiến của nhóm bạn với binh đoàn robot đến từ vũ trụ. | |                   |                                 |             |            |                     |                      |
| 8 | "Doraemon: Nobita và hiệp sĩ rồng" "Doraemon: Nobita to Ryū no Kishi" (ドラえもん のび太と竜の騎士) | Shibayama Tsutomu | Fujiko F. Fujio                 | 1,5 tỉ Yên  | 3,1 triệu  | 14 tháng 3 năm 1987 |                      |
| Chuyến thám hiểm của cả nhóm dưới lòng đất, cùng chứng kiến khoảnh khắc loài khủng long bị tuyệt chủng vào 65 triệu năm trước. | |                   |                                 |             |            |                     |                      |
| 9 | "Doraemon: Nobita Tây du kí" "Doraemon: Nobita no Parallel Saiyūki" (ドラえもん のび太のパラレル西遊記) | Shibayama Tsutomu | Motohira Ryō                    | 1,36 tỉ Yên | 2,8 triệu  | 12 tháng 3 năm 1988 |                      |
| Chuyến phiêu lưu diệt trừ yêu quái của nhóm bạn. Bộ phim được lấy cảm hứng từ Tây du ký, một tác phẩm kinh điển của văn học Trung Quốc. | |                   |                                 |             |            |                     |                      |
| 10 | "Doraemon: Nobita và nước Nhật thời nguyên thủy" "Doraemon: Nobita no Nippon Tanjō" (ドラえもん のび太の日本誕生)                                                                                            | Shibayama Tsutomu | Fujiko F. Fujio                 | 2,02 tỉ Yên | 4,2 triệu  | 11 tháng 3 năm 1989 |                      |
| Hành trình quay ngược thời gian trở về thời cổ đại của nhóm bạn (thời đồ đá). | |                   |                                 |             |            |                     |                      |
| 11 | "Doraemon: Nobita và hành tinh muông thú" "Doraemon Nobita to Animal Planet" (ドラえもん のび太とアニマル惑星)                                                                                               | Shibayama Tsutomu | Fujiko F. Fujio                 | 1,9 tỉ Yên  | 3,8 triệu  | 10 tháng 3 năm 1990 | 7 tháng 12 năm 2012  |
| Nhóm bạn Nobita du hành đến Hành tinh muông thú và tham gia một cuộc chiến đấu với bọn xâm lược Nimuge. | |                   |                                 |             |            |                     |                      |
| 12 | "Doraemon: Nobita ở xứ sở nghìn lẻ một đêm" "Doraemon: Nobita no Dorabian Nights" (ドラえもん のび太のドラビアンナイト)                                                                                      | Shibayama Tsutomu | Fujiko F. Fujio                 | 1,79 tỉ Yên | 3,6 triệu  | 9 tháng 3 năm 1991  | 21 tháng 6 năm 2013  |
| Shizuka bị mất tích và các bạn còn lại đã đi vào một cuộc phiêu lưu đầy sóng gió để tìm cô bé. Bộ phim được lấy cảm hứng từ bộ truyện Nghìn lẻ một đêm của Ả Rập. | |                   |                                 |             |            |                     |                      |
| 13 | "Doraemon: Nobita và vương quốc trên mây" "Doraemon: Nobita to Kumo no Ōkoku" (ドラえもん のび太と雲の王国)                                                                                                  | Shibayama Tsutomu | Fujiko F. Fujio                 | 1,67 tỉ Yên | 3,4 triệu  | 7 tháng 3 năm 1992  | 14 tháng 12 năm 2012 |
| Nhóm bạn Nobita ngăn chặn được kế hoạch tẩy rửa Địa cầu của những người ở Vương quốc trên mây. | |                   |                                 |             |            |                     |                      |
| 14 | "Doraemon: Nobita và mê cung thiếc" "Doraemon Nobita to Buriki no Labyrinth" (ドラえもん のび太とブリキの迷宮)                                                                                               | Shibayama Tsutomu | Fujiko F. Fujio                 | 1,63 tỉ Yên | 2,7 triệu  | 6 tháng 3 năm 1993  | 21 tháng 12 năm 2012 |
| Nhóm bạn đến hành tinh Bliki để chiến đấu với bọn robot nổi loạn ở nơi đây. | |                   |                                 |             |            |                     |                      |
| 15 | "Doraemon: Nobita và ba chàng hiệp sĩ mộng mơ" "Doraemon: Nobita to Mugen Sankenshi" (ドラえもん のび太と夢幻三剣士)                                                                                         | Shibayama Tsutomu | Fujiko F. Fujio                 | 1,33 tỉ Yên | 2,7 triệu  | 12 tháng 3 năm 1994 | 28 tháng 6 năm 2013  |
| Cả nhóm đã đến thời Trung cổ và trở thành những hiệp sĩ bằng chiếc máy tạo giấc mơ. | |                   |                                 |             |            |                     |                      |
| 16 | "Doraemon: Đấng toàn năng Nobita" "Doraemon: Nobita no Sōsei Nikki" (ドラえもん のび太の創世日記) | Shibayama Tsutomu | Fujiko F. Fujio                 | 1,28 tỉ Yên | 2,6 triệu  | 4 tháng 3 năm 1995  |                      |
| Cuộc phiêu lưu thú vị của nhóm bạn vào thế giới côn trùng dưới lòng đất, trong một không gian mô phỏng của bộ mô hình vũ trụ. | |                   |                                 |             |            |                     |                      |
| 17 | "Doraemon: Nobita và chuyến tàu tốc hành Ngân Hà" "Doraemon: Nobita to Ginga Express" (ドラえもん のび太と銀河超特急)                                                                                        | Shibayama Tsutomu | Fujiko F. Fujio                 | 1,65 tỉ Yên | 3,1 triệu  | 2 tháng 3 năm 1996  |                      |
| Chuyến du lịch ngoài vũ trụ qua nhiều hành tinh khác nhau và cuộc chiến đấu với bọn Yadori của nhóm bạn. | |                   |                                 |             |            |                     |                      |
| 18 | "Doraemon: Nobita và cuộc phiêu lưu ở thành phố dây cót" "Doraemon: Nobita no Neji Maki City Bōkenki" (ドラえもん のび太のねじ巻き都市冒険記)                                                                | Shibayama Tsutomu | Fujiko F. Fujio                 | 1,95 tỉ Yên | 3,9 triệu  | 8 tháng 3 năm 1997  |                      |
| Nhóm bạn Doraemon đã gây dựng một hành tinh gồm toàn thú nhồi bông và sau đó là cuộc chiến bảo vệ hành tinh non trẻ. | |                   |                                 |             |            |                     |                      |
| 19 | "Doraemon: Nobita du hành biển phương Nam" "Doraemon: Nobita no Nankai Dai Bōken" (ドラえもん のび太の南海大冒険)                                                                                            | Shibayama Tsutomu | Kishima Nobuaki                 | 2,1 tỉ Yên  | 4 triệu    | 7 tháng 3 năm 1998  |                      |
| Chuyến thám hiểm đi tìm kho báu trên con tàu cướp biển của những thế kỷ trước của các nhân vật. | |                   |                                 |             |            |                     |                      |
| 20 | "Doraemon: Nobita - Vũ trụ phiêu lưu kí" "Doraemon: Nobita no Uchū Hyōryūki" (ドラえもん のび太の宇宙漂流記)                                                                                                 | Shibayama Tsutomu | Kishima Nobuaki                 | 2 tỉ Yên    | 3,95 triệu | 6 tháng 3 năm 1999  | 28 tháng 12 năm 2012 |
| Cuộc phiêu lưu vũ trụ đầy trắc trở của các nhóm bạn Doraemon trên con tàu của một chủng tộc người sống lưu vong ngoài vũ trụ. | |                   |                                 |             |            |                     |                      |
| 21 | "Doraemon: Nobita và truyền thuyết vua Mặt Trời" "Doraemon: Nobita no Taiyōō Densetsu" (ドラえもん のび太の太陽王伝説)                                                                                       | Shibayama Tsutomu | Kishima Nobuaki                 | 3,05 tỉ Yên | 2,75 triệu | 4 tháng 3 năm 2000  | 1 tháng 3 năm 2013   |
| Một cuộc du hành xuyên thời gian và không gian đưa cả nhóm đến với nền văn minh Maya cổ đại ở Nam Mỹ. | |                   |                                 |             |            |                     |                      |
| 22 | "Doraemon: Nobita và những dũng sĩ có cánh" "Doraemon: Nobita to Tsubasa no Yūsha tachi" (ドラえもん のび太と翼の勇者たち)                                                                                   | Shibayama Tsutomu | Kishima Nobuaki                 | 3,05 tỉ Yên | 2,7 triệu  | 10 tháng 3 năm 2001 | 8 tháng 3 năm 2013   |
| Chuyến khám phá thế giới loài chim đầy kì thú của nhóm bạn. | |                   |                                 |             |            |                     |                      |
| 23 | "Doraemon: Nobita và vương quốc robot" "Doraemon Nobita to Robot Kingdom" (ドラえもん のび太とロボット王国)                                                                                                  | Shibayama Tsutomu | Kishima Nobuaki                 | 2,31 tỉ Yên | 2,05 triệu | 9 tháng 3 năm 2002  | 15 tháng 3 năm 2013  |
| Câu chuyện về cuộc phiêu lưu của nhóm bạn đến xứ sở robot xa xôi và đầy trắc trở | |                   |                                 |             |            |                     |                      |
| 24 | "Doraemon: Nobita và những pháp sư Gió bí ẩn" "Doraemon: Nobita to Fushigi Kazetsukai" (ドラえもん のび太とふしぎ風使い)                                                                                     | Shibayama Tsutomu | Kishima Nobuaki                 | 2,54 tỉ Yên | 2,31 triệu | 8 tháng 3 năm 2003  | 22 tháng 3 năm 2013  |
| Nhóm Doraemon đến với Vương quốc gió và diệt trừ con rồng bí ẩn nơi đây. | |                   |                                 |             |            |                     |                      |
| 25 | "Doraemon: Nobita ở vương quốc chó mèo" "Doraemon: Nobita no Wan Nyan Jikūden" (ドラえもん のび太のワンニャン時空伝)                                                                                         | Shibayama Tsutomu | Kishima Nobuaki                 | 3,05 tỉ Yên | 2,55 triệu | 7 tháng 3 năm 2004  | 29 tháng 3 năm 2013  |
| Tình bạn xuyên thời gian, không gian, chủng loài giữa Nobita và Ichi (Số Một) cùng cuộc đấu tranh chống thế lực xấu xa đang tồn tại ở thế giới chó mèo. | |                   |                                 |             |            |                     |                      |
| 26 | "Doraemon: Chú khủng long của Nobita 2006[LL]" "Doraemon: Nobita no Kyōryū 2006" (ドラえもん のび太の恐竜2006)                                                                                               | Watanabe Ayumu    | Watanabe Ayumu, Kusuba Kozo     | 3,28 tỉ Yên | 2,97 triệu | 4 tháng 3 năm 2006  | 11 tháng 10 năm 2008 |
| Nội dung làm lại từ phim điện ảnh đầu tiên. | |                   |                                 |             |            |                     |                      |
| 27 | "Doraemon: Nobita và chuyến phiêu lưu vào xứ quỷ[LL]" "Doraemon: Nobita no Shin Makai Daibōken ~Shichinin no Mahō Tsukai" (ドラえもん のび太の新魔界大冒険 〜7人の魔法使い〜)                                | Teramoto Yukiyo   | Shinpo Yuichi                   | 3,54 tỉ Yên | 3,26 triệu | 10 tháng 3 năm 2007 | 20 tháng 9 năm 2013  |
| Nội dung làm lại từ phim điện ảnh thứ 5. | |                   |                                 |             |            |                     |                      |
| 28 | "Doraemon: Nobita và người khổng lồ xanh" "Doraemon Nobita to Midori no Kyojinden" (ドラえもん のび太と緑の巨人伝)                                                                                           | Watanabe Ayumu    | Ōnogi Hiroshi                   | 3,37 tỉ Yên | 3,13 triệu | 8 tháng 3 năm 2008  | 27 tháng 9 năm 2013  |
| Một phi thuyền kì lạ kéo nhóm bạn Nobita và Kibo lên Hành tinh Cây; họ phải tìm mọi cách để ngăn cản kế hoạch phủ xanh toàn bộ bề mặt Trái Đất của những người thủ lĩnh nơi đây. | |                   |                                 |             |            |                     |                      |
| 29 | "Doraemon: Nobita và lịch sử khai phá vũ trụ[LL]" "Doraemon Shin Nobita no Uchū Kaitakushi" (ドラえもん 新・のび太の宇宙開拓史)                                                                              | Koshi Shigeo      | Shinpo Yuichi                   | 2,45 tỉ Yên | 2,30 triệu | 7 tháng 3 năm 2009  | 6 tháng 9 năm 2013   |
| Nội dung làm lại từ phim điện ảnh thứ 2. | |                   |                                 |             |            |                     |                      |
| 30 | "Doraemon: Nobita và cuộc đại thủy chiến ở xứ sở người cá" "Doraemon Nobita no Ningyo Daikaisen" (ドラえもん のび太の人魚大海戦)                                                                             | Kusuba Kozo       | Shinpo Yuichi                   | 3,16 tỉ Yên | 2,98 triệu | 6 tháng 3 năm 2010  | 7 tháng 6 năm 2013   |
| Một chuyến phiêu lưu tình cờ của nhóm bạn đến Vương quốc người cá và tham gia một trận chiến gây cấn ở đấy để giành lại thanh kiếm thần, vật hộ mệnh cho cả vương quốc. | |                   |                                 |             |            |                     |                      |
| 31 | "Doraemon: Nobita và binh đoàn người sắt[LL]" "Doraemon Shin Nobita to Tetsujin Heidan ~Habatake Tenshi Tachi~" (ドラえもん 新・のび太と鉄人兵団 ～はばたけ 天使たち～)                                      | Teramoto Yukiyo   | Shimizu Higashi                 | 2,46 tỉ Yên | 2,27 triệu | 5 tháng 3 năm 2011  | 14 tháng 6 năm 2013  |
| Nội dung làm lại từ phim điện ảnh thứ 7. | |                   |                                 |             |            |                     |                      |
| 32 | "Doraemon: Nobita và hòn đảo diệu kì - Cuộc phiêu lưu của loài thú" "Doraemon Nobita to Kiseki no Shima 〜Animal Adventure〜" (ドラえもん のび太と奇跡の島 ～アニマル アドベンチャー～)                      | Kusuba Kozo       | Shimizu Higashi                 | 3,62 tỉ Yên | 3,31 triệu | 3 tháng 3 năm 2012  | 5 tháng 7 năm 2013   |
| Bộ phim kỉ niệm 100 năm trước khi Doraemon ra đời, với nội dung là một chuyến phiêu lưu của những người bạn đến hòn đảo diệu kì, nơi tái sinh những động vật đã bị tuyệt chủng từ thời xưa. | |                   |                                 |             |            |                     |                      |
| 33 | "Doraemon: Nobita và viện bảo tàng bảo bối" "Doraemon: Nobita no Himitsu Dōgu Museum" (ドラえもん のび太のひみつ道具博物館)                                                                                  | Teramoto Yukiyo   | Shimizu Higashi                 | 3,98 tỉ Yên | 3,65 triệu | 9 tháng 3 năm 2013  | 27 tháng 12 năm 2013 |
| Hành trình truy tìm chiếc chuông bị mất của Doraemon đầy gian nan tại Viện bảo tàng bảo bối tương lai. | |                   |                                 |             |            |                     |                      |
| 34 | "Doraemon: Phiên bản mới • Nobita thám hiểm vùng đất mới – Peko và 5 nhà thám hiểm[LL]" "Doraemon Shin Nobita no Daimakyo ~Peko to 5-nin no Tankentai~" (ドラえもん 新・のび太の大魔境〜ペコと5人の探検隊〜) | Yakuwa Shinnosuke | Shimizu Higashi                 | 3,58 tỉ Yên | 3,26 triệu | 8 tháng 3 năm 2014  | 4 tháng 7 năm 2014   |
| Nội dung làm lại từ phim điện ảnh thứ 3. | |                   |                                 |             |            |                     |                      |
| 35 | "Doraemon: Nobita và những hiệp sĩ không gian" "Doraemon Nobita no Space Heroes" (ドラえもん のび太の宇宙英雄記)                                                                                             | Ōsugi Yoshihiro   | Shimizu Higashi                 | 3,93 tỉ Yên | 3,51 triệu | 7 tháng 3 năm 2015  | 26 tháng 6 năm 2015  |
| Cuộc giải cứu hành tinh chuột Pokkuru xa xôi dải Ngân Hà đầy hiểm nguy của nhóm. | |                   |                                 |             |            |                     |                      |
| 36 | "Doraemon: Phiên bản mới • Nobita và nước Nhật thời nguyên thủy[LL]" "Doraemon Shin • Nobita no Nippon Tanjō" (ドラえもん 新・のび太の日本誕生)                                                              | Yakuwa Shinnosuke | Yakuwa Shinnosuke               | 4,12 tỉ Yên | 3,63 triệu | 5 tháng 3 năm 2016  | 27 tháng 5 năm 2016  |
| Nội dung làm lại từ phim điện ảnh thứ 10. | |                   |                                 |             |            |                     |                      |
| 37 | "Doraemon: Nobita và chuyến thám hiểm Nam Cực Kachi Kochi" "Doraemon Nobita no Nankyoku Kachi Kōchi Dai Bōken" (ドラえもん のび太の南極カチコチ大冒険)                                                       | Takahashi Atsushi | Takahashi Atsushi               | 4,43 tỉ Yên | 3,89 triệu | 4 tháng 3 năm 2017  | 26 tháng 5 năm 2017  |
| Hành trình ngược thời gian đến Nam Cực 100.000 năm trước để khám phá bí ẩn chiếc vòng màu vàng bị chôn vùi trong lớp băng tuyết. | |                   |                                 |             |            |                     |                      |
| 38 | "Doraemon: Nobita và đảo giấu vàng" "Doraemon Nobita no Takarajima" (ドラえもん のび太の宝島) | Imai Kazuaki      | Kawamura Genki                  | 5,37 tỉ Yên | 4,68 triệu | 3 tháng 3 năm 2018  | 25 tháng 5 năm 2018  |
| Chuyến phiêu lưu trên biển đến đảo giấu vàng, Shizuka bị bắt cóc do có ngoại hình giống con gái hải tặc và phát hiện ra âm mưu phá hủy Trái Đất của thuyền trưởng Silver. | |                   |                                 |             |            |                     |                      |
| 39 | "Doraemon: Nobita và Mặt Trăng phiêu lưu ký" "Doraemon Nobita no Getsumen Tansa-ki" (ドラえもん のび太の月面探査記)                                                                                          | Yakuwa Shinnosuke | Tsujimura Mizuki                | 5,02 tỉ Yên | 4,39 triệu | 1 tháng 3 năm 2019  | 24 tháng 5 năm 2019  |
| Chuyến phiêu lưu trên Mặt Trăng của nhóm bạn nhờ vào Huy hiệu "Thành viên Câu lạc bộ dị thuyết" | |                   |                                 |             |            |                     |                      |
| 40 | "Doraemon: Nobita và những bạn khủng long mới" "Doraemon: Nobita no Shin Kyōryū" (ドラえもん のび太の新恐竜)                                                                                                 | Imai Kazuaki      | Kawamura Genki                  | 3,35 tỉ Yên | 2,76 triệu | 7 tháng 8 năm 2020  | 18 tháng 12 năm 2020 |
| Hành trình đưa Kyū và Myū, loài khủng long chưa từng được biết đến, trở về cuối kỷ Creta và chứng kiến sự tiến hoá sinh học của khủng long khi sự kiện tuyệt chủng K–T bắt đầu diễn ra | |                   |                                 |             |            |                     |                      |
| 41 | "Doraemon: Nobita và cuộc chiến vũ trụ tí hon 2021 [LL]" "Doraemon: Nobita no Little Star Wars 2021" (ドラえもん のび太の宇宙小戦争 2021)                                                                    | Yamaguchi Shin    | Satō Dai                        | 2,13 tỉ Yên | 1,78 triệu | 4 tháng 3 năm 2022  | 27 tháng 5 năm 2022  |
| Nội dung làm lại từ phim điện ảnh thứ 6. | |                   |                                 |             |            |                     |                      |
| 42 | "Doraemon: Nobita và vùng đất lý tưởng trên bầu trời" "Doraemon: Nobita to Sora no Utopia" (ドラえもん: のび太と 空の理想郷)                                                                                 | Doyama Takumi     | Kosawa Ryota                    | 4,34 tỉ Yên | 3,62 triệu | 3 tháng 3 năm 2023  | 26 tháng 5 năm 2023  |
| Cuộc chiến của nhóm bạn Nobita với tiến sĩ Ray tại vùng đất lý tưởng Paradapia (Utopia). | |                   |                                 |             |            |                     |                      |
| 43 | "Doraemon: Nobita và bản giao hưởng Địa Cầu" "Doraemon: Nobita no Chikyū Symphony" (ドラえもん: のび太の地球交響楽)                                                                                          | Imai Kazuaki      | Utsumi Teruko                   | 4,13 tỉ Yên | 3,56 triệu | 1 tháng 3 năm 2024  | 24 tháng 5 năm 2024  |
| Bộ phim kỉ niệm 90 năm ngày sinh Fujiko F Fujio, với nội dung về chuyến phiêu lưu âm nhạc tại cung điện Farre và giải cứu thế giới khỏi nguy cơ âm nhạc bị biến mất. | |                   |                                 |             |            |                     |                      |
| 44 | "Doraemon: Nobita và cuộc phiêu lưu vào thế giới trong tranh" "Doraemon: Nobita no Esekai Monogatari" (映画ドラえもん のび太の絵世界物語)                                                                    | Yukiyo Teramoto   | Kimishi Ito                     | 4,68 tỉ Yên | 3,8 triệu  | 7 tháng 3 năm 2025  | 23 tháng 5 năm 2025  |
| Tác phẩm kỷ niệm 45 năm Series phim điện ảnh Doraemon, với nội dung về hành trình của nhóm bạn Nobita cùng công chúa Claire đi vào thế giới trong tranh đến Công quốc Artoria thuộc châu Âu thời Trung Cổ, giải mã sự mất tích bí ẩn của công chúa và giải cứu thế giới khỏi sự hủy diệt của kỵ sĩ hắc ám Esael trong truyền thuyết. | |                   |                                 |             |            |                     |                      |

LL. ^  Phim được làm lại

### Phim 3D
| STT | Tên tập phim                                        | Đạo diễn                       | Kịch bản         | Doanh thu   | Ngày công chiếu      | Ngày công chiếu      |
| STT | Tên tập phim                                        | Đạo diễn                       | Kịch bản         | Doanh thu   | Gốc                  | Tiếng Việt           |
| --- | --------------------------------------------------- | ------------------------------ | ---------------- | ----------- | -------------------- | -------------------- |
| 1   | "Stand by Me Doraemon" (STAND BY ME ドラえもん)     | Yamazaki Takashi, Yagi Ryūichi | Yamazaki Takashi | 8.38 tỉ Yên | 8 tháng 8 năm 2014   | 12 tháng 12 năm 2014 |
| 2   | "Stand by Me Doraemon 2" (STAND BY ME ドラえもん 2) | Yamazaki Takashi, Yagi Ryūichi | Yamazaki Takashi | 2.78 tỉ Yên | 20 tháng 11 năm 2020 | 17 tháng 12 năm 2021 |

### Phim ngắn

#### Doraemon
- Cậu bé quả đào (1981)
- Nobita và cuốn nhật ký tương lai (1994)
- Năm 2112 Doraemon ra đời (1995)
- Doraemon đã trở về (1998)
- Đêm trước đám cưới Nobita (1999)
- Hồi ức về bà (2000)
- Cố lên Jaian (2001)
- Ngày tớ ra đời (2002)

#### Dorami-chan
- Mini-Dora SOS!!! (1989)
- Arara • Shounen Sanzoku-dan (1991)
- Hello Kyōryū Kids (1993)
- Aoi Straw Hat (1994)

#### Dorami & Đội quân Doraemon
- 7 bí ẩn của trường đào tạo robot (1996)
- Đại náo công viên vũ trụ (2001)

#### Đội quân Doraemon
- Siêu đạo chích Dorapan và lá thư thách đấu (1997)
- Đại chiến thuật côn trùng (1998)
- Vương quốc bánh kẹo (1999)
- Chuyến tàu lửa tốc hành (2000)
- Goal! Goal! Goal!! (2002)

## Sản xuất

### Bài hát mở đầu
1980-2004
Từ năm 1980 đến 1981 bài hát là "Boku Doraemon" do Oyama Nobuyo trình bày. Tiếp nối là "Doraemon no Uta" được sử dụng từ năm 1982 đến năm 2004 do nhiều ca sĩ / nhóm nhạc khác nhau trình bày
- Từ năm 1982 đến 1988: Osugi Kumiko
- Từ năm 1989 đến 1997, năm 1999, từ năm 2001 đến 2004: Yamano Satoko
- Năm 1998: Yoshikawa Hinano
- Năm 2000: The Vienna Boys' Choir

2006-nay
Từ năm 2006 đến 2007 bài hát là Hagushichao do Natsukawa Rimi trình bày. Tiếp nối là bài Yume wo Kanaete Doraemon được sử dụng từ năm 2008 đến năm 2019 do các ca sĩ trình bày:
- Năm 2008 đến 2014, 2016 đến 2017, 2019, 2025: Mao
- Năm 2015: Mizuta Wasabi, Ohara Megumi, Kakazu Yumi, Kimura Subaru và Seki Tomokazu

Sau đó vào năm 2018, năm 2020 đến 2024, phim không có bài hát mở đầu

### Bài hát kết thúc
| STT     | Phim                                    | Tên bài hát                              | Phổ lời                                       | Phổ nhạc                        | Trình bày                 | Nhãn                       |
| ------- | --------------------------------------- | ---------------------------------------- | --------------------------------------------- | ------------------------------- | ------------------------- | -------------------------- |
| 1       | Chú khủng long                          | "Pocket no Naka ni"                      | Takeda Tetsuya                                | Kikuchi Shunsuke                | Ōyama Nobuyo              | Nippon Columbia            |
| 2       | Lịch sử khai phá vũ trụ                 | "Pocket no Naka ni"                      | Takeda Tetsuya                                | Kikuchi Shunsuke                | Ōyama Nobuyo              | Nippon Columbia            |
| 3       | Thám hiểm vùng đất mới                  | "Dakara Minna de"                        | Takeda Tetsuya                                | Kikuchi Shunsuke                | Iwabuchi Makoto           | Nippon Columbia            |
| 4       | Lâu đài dưới đáy biển                   | "Umi wa Bokura to"                       | Takeda Tetsuya                                | Kikuchi Shunsuke                | Iwabuchi Makoto           | Nippon Columbia            |
| 5       | Chuyến phiêu lưu vào xứ quỷ             | "Kaze no Magical"                        | Yukawa Reiko                                  | Nobody                          | Koizumi Kyoko             | Victor Ongaku Sangyō       |
| 6       | Cuộc chiến vũ trụ                       | "Shounen Ki"                             | Takeda Tetsuya                                | Sakou Yasuo                     | Takeda Tetsuya            | Polydor                    |
| 7       | Binh đoàn người sắt                     | "Watashi ga Fushigi"                     | Takeda Tetsuya                                | Kikuchi Sunsuke                 | Ōsugi Kumiko              | Nippon Columbia            |
| 8       | Hiệp sĩ rồng                            | "Tomodachi Dakara"                       | Takeda Tetsuya                                | Yamaki Yasuo                    | Ōyama Nobuyo              | Nippon Columbia            |
| 9       | Tây du ký                               | "Kimi ga Iru Kara"                       | Takeda Tetsuya                                | Horiuchi Takao                  | Horie Mitsuko Koorugi '73 | Nippon Columbia            |
| 10      | Nước Nhật thời nguyên thủy              | "Toki no Tabibito"                       | Takeda Tetsuya                                | Horiuchi Takao                  | Nishida Toshiyuki         | CBS · Sony Records         |
| 11      | Hành tinh muông thú                     | "Ten Made Todoke"                        | Takeda Tetsuya                                | Horiuchi Takao                  | Takeda Tetsuya            | Polydor                    |
| 12      | Xứ sở nghìn lẻ một đêm                  | "Yume no Yukue"                          | Takeda Tetsuya                                | Shiratori Sumio                 | Shiratori Emiko           | King Record                |
| 13      | Vương quốc trên mây                     | "Kumo ga Yuku no Wa"                     | Takeda Tetsuya                                | Fukano Yoshikazu                | Takeda Tetsuya            | Polydor                    |
| 14      | Mê cung thiếc                           | "Nanika ii Koto Kitto Aru"               | Takeda Tetsuya                                | Serizawa Hiroaki                | Shimazaki Wakako          | Polydor                    |
| 15      | Ba chàng hiệp sĩ mộng mơ                | "Sekai wa Guu-Chokki-Paa"                | Takeda Tetsuya                                | Fukano Yoshikazu                | Takeda Tetsuya Ichiza     | Polydor                    |
| 16      | Đấng toàn năng                          | "Sayonara ni Sayonara"                   | Takeda Tetsuya                                | Chiba Kazuomi                   | Kaientai                  | Polydor                    |
| 17      | Chuyến tàu tốc hành Ngân Hà             | "Watashi no Naka no Ginga"               | Takeda Tetsuya                                | Chiba Kazuomi                   | Kaientai                  | Polydor                    |
| 18      | Cuộc phiêu lưu ở thành phố dây cót      | "Love is you"                            | Takahashi Ken                                 | Yazawa Eikichi                  | Eikichi Yakawa            | Emi Music Japan            |
| 19      | Chuyến du hành biển phương Nam          | "Hot Milk"                               | Iwaki Yumi Hinano                             | Kamomiya Ryo                    | Yoshikawa Hinano          | Pony Canyon                |
| 20      | Vũ trụ phiêu lưu ký                     | "Kisetsu ga Iku Toki"                    | Ijichi Hiromasa                               | Ijichi Hiromasa                 | Speed                     | Toy's Factory              |
| 21      | Truyền thuyết vua Mặt Trời              | "Kono Hoshi no Dokoka"                   | Kamimura Mihoko                               | Ooe Senri                       | Yuki Saori Yasuda Sachiko | Emi Music Japan            |
| 22      | Những dũng sĩ có cánh                   | "Love you close"                         | Mori Hiromi                                   | Chika Shitamachi                | Chinen Rina               | Sony Music Records         |
| 23      | Vương quốc robot                        | "Walking Into Sunshine"                  | Banana Ice                                    | Ueda Kyōdai                     | Konishiki                 | Toy's Factory              |
| 24      | Những pháp sư Gió bí ẩn                 | "Mata Aeru hi Made"                      | nhóm Kodomo của Adventure Camp Kitagawa Yujin | Kitagawa Yūjin                  | Yuzu                      | Avex Trax                  |
| 25      | Vương quốc chó mèo                      | "YUME Biyori"                            | Obata Hideyuki                                | Miyazaki Ayumi                  | Shimatani Hitomi          | Ariola Japan               |
| 26      | Chú khủng long 2006                     | "Boku Note"                              | Sukima Switch                                 | Sukima Switch                   | Sukima Switch             | Universal J                |
| 27      | Tân・Chuyến phiêu lưu vào xứ quỷ        | "Kakegae no Nai Uta"                     | Mihimaru GT                                   | Mitsuyuki Miyake                | Mihimaru GT               | Warner Music Japan         |
| 28      | Người khổng lồ xanh                     | "Te o Tsunago"                           | Ayaka                                         | Nishio Yoshihiko • Ayaka        | Ayaka                     | Nayutawave Records         |
| 29      | Tân・Lịch sử khai phá vũ trụ            | "Taisetsu ni Suru yo"                    | Shibasaki Kou                                 | Ichikawa Jun                    | Shibasaki Kou             | Universal J                |
| 30      | Cuộc đại thủy chiến ở xứ sở người cá    | "Kaeru Basho"                            | SoulJa                                        | SoulJa                          | Aoyama Thelma             | Toy's Factory              |
| 31      | Tân・Binh đoàn người sắt                | "Tomodachi no Uta"                       | Fujiwara Motoo                                | Fujiwara Motoo                  | Bump of Chicken           | Universal J                |
| 32      | Hòn đảo diệu kì                         | "Ikiteru Ikiteku"                        | Fukuyama Masaharu                             | Fukuyama Masaharu               | Fukuyama Masaharu         | Universal J                |
| 33      | Viện bảo tàng bảo bối                   | "Mirai no Museum"                        | Tanaka Yasutaka                               | Tanaka Yasutaka                 | Perfume                   | Universal J                |
| 34      | Tân・Thám hiểm vùng đất mới             | "Hikari no Signal"                       | Sensei (Tokyo Karan Koron)                    | Nakatani Atsuko                 | Kis-My-Ft2                | Avex Trax                  |
| Phim 3D | Stand by Me Doraemon                    | "Himawari no Yakusoku"                   | Hata Motohiro                                 | Hata Motohiro • Minagawa Makoto | Hata Motohiro             | Ariola Japan               |
| 35      | Những hiệp sĩ không gian                | "360°"                                   | Miwa                                          | Miwa • Naoki-T                  | Miwa                      | Sony Music Records         |
| 36      | Tân・Nước Nhật thời nguyên thủy         | "Sora E"                                 | Yamazaki Masayoshi                            | Yamazaki Masayoshi              | Yamazaki Masayoshi        | Emi Records                |
| 37      | Chuyến thám hiểm Nam Cực Kachi Kochi    | "Boku no kokoro o tsukutteyo"            | Hirai Ken                                     | Hirai Ken                       | Hirai Ken                 | Ariola Japan               |
| 38      | Đảo giấu vàng                           | "Doraemon"                               | Hoshino Gen                                   | Hoshino Gen                     | Hoshino Gen               | Speedstar Records          |
| 39      | Mặt Trăng phiêu lưu ký                  | "The Gift"                               | Eigo • Hirai Dai                              | Hirai Dai                       | Hirai Dai                 | Avex Trax                  |
| 40      | Những bạn khủng long mới                | "Birthday"/ "Kimi to Kasaneta Monologue" | Sakurai Kazutoshi                             | Sakurai Kazutoshi               | Mr. Children              | Toy's Factory              |
| Phim 3D | Stand by Me Doraemon 2                  | "Niji"                                   | Ishizaki Huwie                                | Ishizaki Huwie                  | Suda Masaki               | Epic Records Japan         |
| 41      | Cuộc chiến vũ trụ tí hon 2021           | "Universe"                               | Fujihara Satoshi                              | Fujihara Satoshi                | Official Hige Dandism     | Irori Records              |
| 42      | Vùng đất lý tưởng trên bầu trời         | "Paradise"                               | Bang Chan, Changbin, HAN, VERSACHOI           | AKIRA, Bang Chan, Changbin, HAN | NiziU                     | JYP Entertainment          |
| 43      | Bản giao hưởng Địa Cầu                  | "Time Paradox"                           | Vaundy                                        | Vaundy                          | Vaundy                    | SDR                        |
| 44      | Cuộc phiêu lưu vào thế giới trong tranh | "Sketch"                                 | Aimyon                                        | Aimyon                          | Aimyon                    | unBORDE Warner Music Japan |

### Album tổng hợp
Vào tháng 3 năm 1995 Polydor Records đã phát hành một album tập hợp các ca khúc chủ đề mang tựa Doraemon Movie Theme Collection. Nhà xuất bản Shogakukan cũng phát hành một album 2 đĩa gồm 36 bài hát mang tên Dora the best bán giới hạn để kỉ niệm 20 năm xê-ri phim điện ảnh Doraemon ra đời vào tháng 4 năm 1999. Đến tháng 9 năm 2004 CME (viết tắt của Columbia Music Entertainment nay là Nippon Columbia) phát hành album Doraemon the Movie: 25th Doraemon Aniversaries. Sang tháng 2 năm 2010 một album kỉ niệm 30 năm phim điện ảnh Doraemon ra mắt bởi Victor Record đến tháng 5 năm 2010 Universal Music phát hành một album tập hợp các bài hát chủ đề và lồng trong phim.

## Đón nhận
Với bề dày lịch sử hơn 35 công chiếu xê-ri đã nhận được nhiều phản hồi tích cực từ khán giả qua doanh thu và các giải thưởng được trao tặng. Xê-ri nhận được trên 9 giải Golden Gross, giải Mainichi lần thứ 53 và 55 cho phim hoạt hình xuất sắc (phim Nobita và chuyến du hành biển phương Nam và kỉ niệm về bà), giải xuất sắc tại Japan Media Arts Festival lần thứ 10 và giải xuất sắc tại Japan Media Arts Festival Animation Division lần thứ 2 (phim Nobita và chuyến du hành biển phương Nam), một đề cử trong Giải Viện Hàn lâm Nhật Bản lần thứ 32 cho phim Nobita và người khổng lồ xanh, một giải phim hoạt hình xuất sắc trong Giải Viện Hàn lâm Nhật Bản lần thứ 34 với phim Nobita và cuộc đại thủy chiến ở xứ sở người cá. Riêng với phim 3D Stand by Me Doraemon đem về tổng cộng 9 giải thưỏng và 1 đề cử trong đó có một giải cao quý là Giải Viện Hàn lâm Nhật Bản lần thứ 38. Vào năm 2013 xê-ri đạt thành tích 100 triệu lượt người xem.
| Giải Golden Gross lần thứ 2  | Giải vàng     | Chú khủng long của Nobita                               | [ 57 ] |
| Giải Golden Gross lần thứ 7  | Giải bạc      | Nobita và nước Nhật thời nguyên thủy                    | [ 58 ] |
| Giải Golden Gross lần thứ 8  | Giải bạc      | Nobita và hành tinh muông thú                           | [ 59 ] |
| Giải Golden Gross lần thứ 9  | Giải bạc      | Nobita ở xứ sở nghìn lẻ một đêm                         | [ 60 ] |
| Giải Golden Gross lần thứ 10 | Giải bạc      | Nobita và vương quốc trên mây                           | [ 61 ] |
| Giải Golden Gross lần thứ 11 | Giải bạc      | Nobita và mê cung thiếc                                 | [ 62 ] |
| Giải Golden Gross lần thứ 12 | Giải bạc      | Nobita và ba chàng hiệp sĩ mộng mơ                      | [ 63 ] |
| Giải Golden Gross lần thứ 14 | Giải bạc      | Nobita và chuyến tàu tốc hành Ngân Hà                   | [ 64 ] |
| Giải Golden Gross lần thứ 15 | Giải bạc      | Nobita và cuộc phiêu lưu ở thành phố dây cót            | [ 65 ] |
| Giải Golden Gross lần thứ 16 | Giải bạc      | Nobita và chuyến du hành biển phương Nam                | [ 66 ] |
| Giải Golden Gross lần thứ 17 | Giải bạc      | Nobita - Vũ trụ phiêu lưu ký                            | [ 67 ] |
| Giải Golden Gross lần thứ 18 | Giải bạc      | Nobita và truyền thuyết vua Mặt trời                    | [ 68 ] |
| Giải Golden Gross lần thứ 22 | Giải đặc biệt | Ủy ban sản xuất phim điện ảnh Doraemon                  | [ 69 ] |
| Giải Golden Gross lần thứ 30 | Giải bạc      | Nobita và hòn đảo diệu kì - Cuộc phiêu lưu của loài thú | [ 70 ] |
| Giải Golden Gross lần thứ 31 | Giải bạc      | Nobita và viện bảo tàng bảo bối                         | [ 71 ] |
| Giải Golden Gross lần thứ 32 | Giải bạc      | Stand by Me Doraemon                                    | [ 72 ] |